# Tsuru
Tsuru (japanska: 都留市?, Tsuru-shi) är en stad i Yamanashi prefektur på ön Honshu i Japan. Staden är belägen några mil nordost om Japans högsta berg, Fuji. Staden fick stadsrättigheter 1954.